# Gardesjägarregementet
Gardesjägarregementet (KAARTJR) (finska: Kaartin Jääkärirykmentti) är ett infanteriförband inom finländska armén som verkat sedan 1996. Förbandsledningen är förlagd inom Helsingfors garnison i Helsingfors.

## Historik
Gardesjägarregementet bildades den 1 juli 1996, då Gardesbataljonen och Nylands jägarbataljon sammanfördes till ett förband. Genom 2015 års försvarsmaktsreformen tillkom Södra Finlands underhållsregementes underhållscentral och Idrottsskolan. Dessutom övertogs en stor del av ansvaret för Södra Finlands militärläns uppgifter, efter att det upplöstes.

## Verksamhet
Gardesjägarregementet huvuduppgift är att utbilda trupper specialiserade i strid i bebyggelse för att försvara Helsingforsregionen och Nyland.

## Ingående enheter

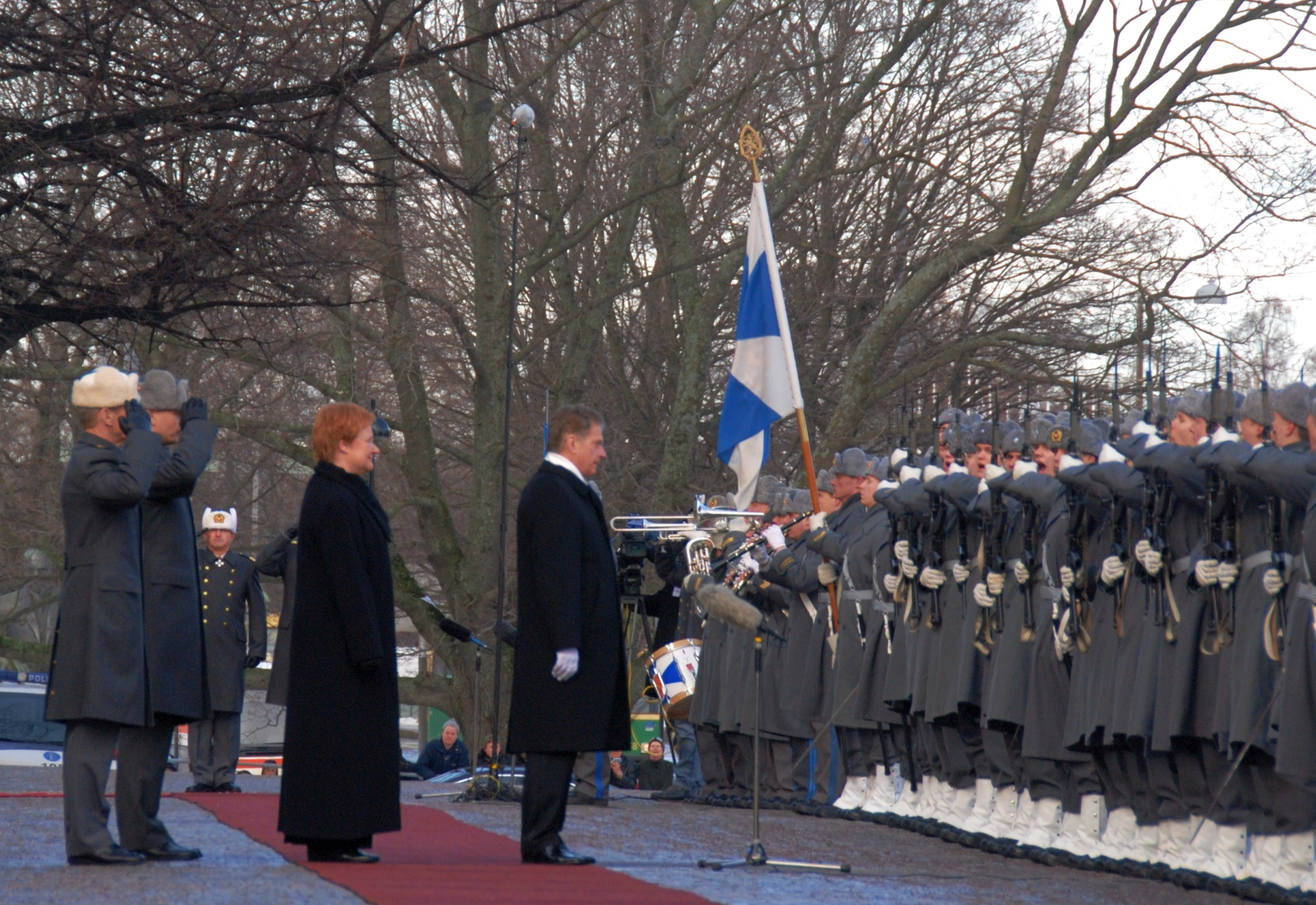

Gardesbataljonen (Kaartin Pataljoona)
- Militärpoliskompaniet
- 2. jägarkompaniet
- Transportkompaniet

Nylands jägarbataljon (Uudenmaan Jääkäripataljoona)
- 1. jägarkompaniet
- 3. jägarkompaniet
- Stödkompaniet

Gardets musikkår (Kaartin soittokunta)
Underofficersskolan
Underhållscentralen

## Förläggningar och övningsplatser
Gardesjägarregementet är lokaliserat till Helsingfors och Sandhamn.

## Förbandschefer
Förbandschefen tituleras regementschef och har tjänstegraden överste.

- 1996–1999: Överste Kari Kasurinen
- 2000–2002: Överste Juha-Pekka Liikola
- 2002–2006: Överste Pertti Laatikainen
- 2006–2009: Överste Hannu Liimatta
- 2009–2011: Överste Jukka Valkeajärvi
- 2012–2014: Överste Pekka Saariaho
- 2015–2016: Överste Pekka Toveri
- 2016–2018: Överste Ahti Kurvinen
- 2018–2021: Överste Petteri Tervonen
- 2021–20xx: Överste Asko Kopra